# Антиох I Сотер
Антиох I Сотер (грч. Αντίοχος Α' Σωτήρ; 324/323. п. н. е. -261. п. н. е. ) био је син Селеука I Никатора и цар Селеукидског царства. Његова мајка је била Апама, ћерка Спитамена, једна од принцеза коју је Александар Велики дао за жене својим генералима 324. п. н. е.. Антиох је наследио свог оца Селеука I Никатора 281. п. н. е. и владао је током периода нестабилности који је углавном превазилазио до своје смрти 2. јуна 261. п. н. е.. Он је последњи познати владар коме се приписује древна месопотамска титула Краљ универзума.
Године 294. п. н. е., пре смрти свог оца Селеука I, Антиох се оженио својом маћехом Стратоником, ћерком Деметрија Полиоркета. Древни извори извештавају да је његов старији отац наводно подстакао брак након што је открио да је његов син у опасности да умре од љубавних јада. Стратоника је Антиоху родила петоро деце: Селеука (касније погубљен због побуне), Лаодику, Апаму II, Стратоника II и Антиоха II Теоса, који је наследио свог оца на месту краља.

## Тешко одржање великог царства и победа над Галима
Када му је убијен отац Селеук 281. п. н. е., пред њим се нашао тежак задатак одржања великог царства. Одмах избија побуна у Сирији.
Антиох одустаје од освајања Македоније и Грчке. Са Птолемејем II склапа мировни споразум. У Малој Азији није успевао да покори Битинију или Кападокију. Суочио се са инвазијом келтских Гала на Малу Азију 278. п. н. е., али у борбама са њима побеђује па је прозван Сотер ("спасилац“ ). Владао је од 282. п. н. е. -261. п. н. е.

## Стални сукоби са Египтом због Сирије
При крају 275. п. н. е. поново се отвара стари проблем Сирије, тачније долине Бека. То је стална спорна тачка између Птолемејида и Селеукида још од поделе 301. п. н. е. Због Сирије избија Први сиријски рат. Долина Бека је остала у власти Птолемејида, али Селеукиди су наставили да полажу своје право на тај део Сирије. Рат није много мењао границе два царства, него су само градови као Дамаск и обална подручја Мале Азије мењала господаре.

## Пораз од Пергама
Око 262. п. н. е. Антиох покушава да освоји брзорастућу силу Пергам. Међутим близу Сарда је поражен 262. п. н. е., а брзо после тога 261. п. н. е. умире.
Најстаријег сина је убио због побуне, тако да га наслеђује други син Антиох II.

## Породично стабло
|  |                     |  |  |  |  |  |  |  |  |  |  |  |  |  |  |  |
|  | 2. Селеук I Никатор |  |  |  |  |  |  |  |  |  |  |  |  |  |  |  |
|  |                     |  |  |  |  |  |  |  |  |  |  |  |  |  |  |  |
|  |                     |  |  |  |  |  |  |  |  |  |  |  |  |  |  |  |
|  | 1. Антиох I Сотер   |  |  |  |  |  |  |  |  |  |  |  |  |  |  |  |
|  |                     |  |  |  |  |  |  |  |  |  |  |  |  |  |  |  |
|  |                     |  |  |  |  |  |  |  |  |  |  |  |  |  |  |  |
|  | 3. Apama            |  |  |  |  |  |  |  |  |  |  |  |  |  |  |  |
|  |                     |  |  |  |  |  |  |  |  |  |  |  |  |  |  |  |
|  |                     |  |  |  |  |  |  |  |  |  |  |  |  |  |  |  |